# Jamie Anderson (snowboarder)
 For alternative betydninger, se Jamie Anderson. (Se også artikler, som begynder med Jamie Anderson)
Jamie Louise Anderson (født 13. september 1990) er en amerikansk snowboarder.

## Karriere
Anderson har opbygget sig et ry, som én af de mest stabile slopestyle-atleter, især på baggrund af sin talent og  exceptionelle stil samt en alsidighed indenfor tricks. Hun har været en af de mest succesfulde kvindelige snowboardere i Swatch TTR World Snowboard Tour indtil videre. Hun var også den første, der tog OL-guld i kvindernes slopestyle konkurrence ved Vinter-OL i Sochi 2014.
Udover karrierens mange sejre, har Anderson arbejdet med unge snowboardere ved High Cascade Snowboard Camp. Anderson har været arrangør af en Signatur Session™ ved High Cascade i 2009-2012, og det er planlagt, at hun ligeledes skal arrangere Signatur Session™ i 2014.